# 下布莱焦
下布莱焦（義大利語：Bleggio Inferiore），是意大利特伦蒂诺-上阿迪杰大区特伦托自治省科马诺泰尔梅市镇的一个分区。总面积26平方公里，人口1222人，人口密度47.0人/平方公里（2009年）。ISTAT代码为022016。
之前为单独的市镇，2010年1月1日下布莱焦和洛马索市镇合并为新的科马诺泰尔梅市镇。